# Johan M. Arnell
Johan M. Arnell (* 1947 in Kalmar) ist ein schwedischer Dirigent. Von 1993 bis 1996 war er Chefdirigent des Orchesters des Opernhauses Halle.

## Leben
Johan M. Arnell wurde 1947 im südschwedischen Kalmar geboren. Ab 1958 lernte er Klarinette und Schlagzeug. Von 1968 bis 1975 studierte er Komposition bei Alfred Uhl und Dirigieren bei Hans Swarowsky an der Wiener Musikakademie.
Gastdirigate führten ihn ab 1972 in seine Heimat, etwa zum Kungliga Filharmoniska Orkestern. Von 1975 bis 1977, von 1984 bis 1987 und von 1989 bis 1991 war er an der Kungliga Operan in Stockholm tätig. Dort verantwortete er u. a. die Wiederaufnahmen von Wagners Walküre und Mozarts Così fan tutte. 1974 gastierte er beim Tonkünstler-Orchester Niederösterreich. Außerdem nahm er am Carinthischen Sommer in Kärnten teil. 1980 gab er sein Debüt an der Deutschen Oper Berlin, wo er im Folgejahr verpflichtet wurde. In Kopenhagen oblag ihm 1986 die Wiederaufnahme von Verdis Don Carlos. Gastverträge hatte er dann mit der Hamburgischen Staatsoper (1988) und der Opéra de Marseille (1989). Im Jahr 1988 debütierte er beim Radio-Symphonie-Orchester Berlin.
Von 1993 bis 1996 war er als Nachfolger von Wolfgang Balzer Chefdirigent des Orchesters des Opernhauses Halle. Wiederholt gastierte er im Rahmen des Kissinger Sommers (1988, 1993–2001, 2004–2005, 2007–2009, 2011–2013, 2015), bei dem er 2015 seinen Abschied erklärte.